# جانين ويبر
جانين ويبر (بالألمانية: Janine Weber)‏ هي لاعبة هوكي الجليد نمساوية، ولدت في 19 يونيو 1991 في إنسبروك في النمسا.

## وصلات خارجية
- جانين ويبر على موقع EliteProspects.com (الإنجليزية)
- جانين ويبر على موقع HockeyDB.com (الإنجليزية)